# Maria Adelheid van Bourbon-Parma

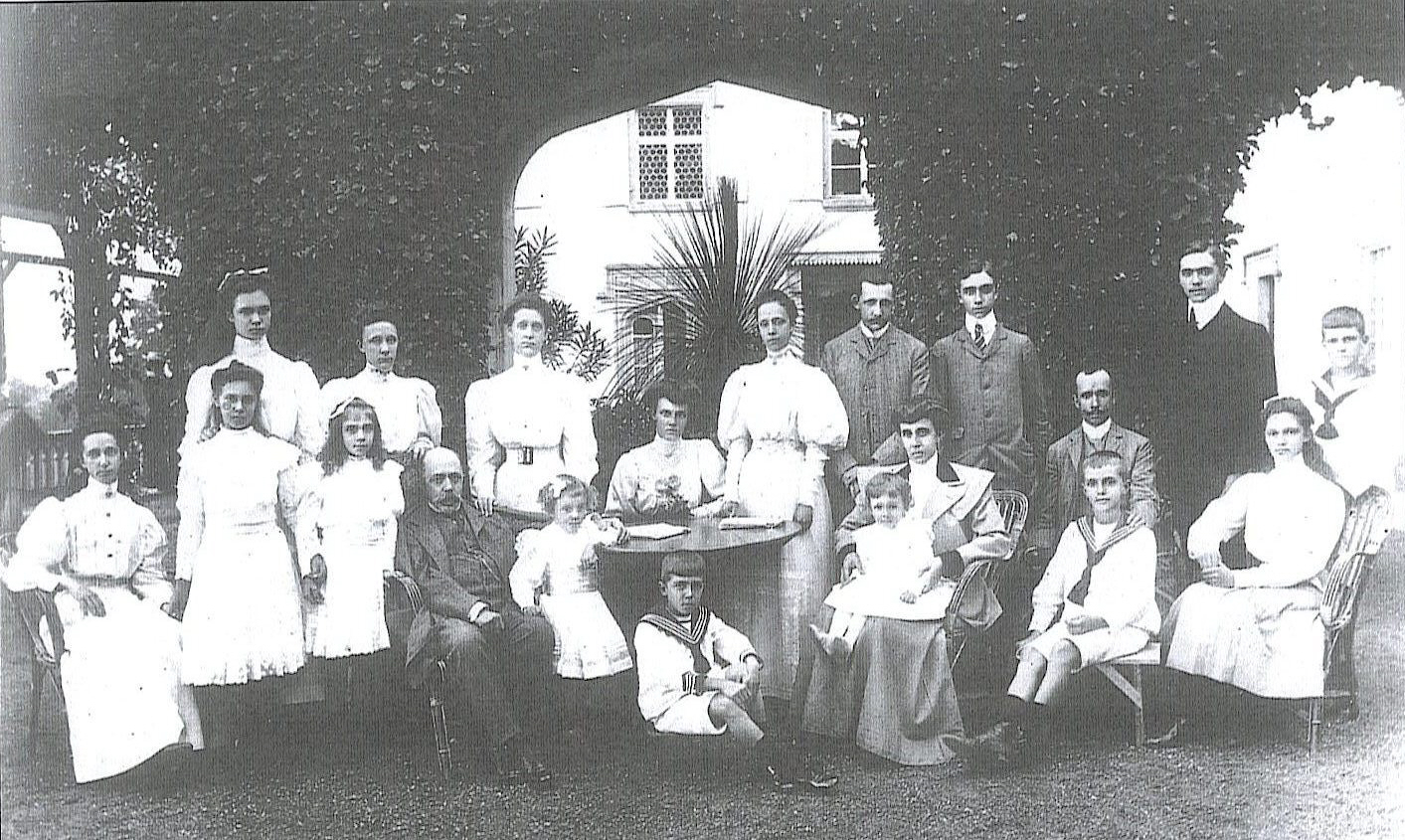
Robert I van Parma met zijn gezin. Maria Adelheid zit precies in het midden, achter het ronde tafeltje

Maria-ter-Sneeuw Adelheid Henriëtte Pia van Bourbon-Parma (Rorschacherberg, 5 augustus 1885 - Solesmes, 6 februari 1959) was een prinses uit het Huis Bourbon-Parma en een benedictijner kloosterzuster.
Zij was het oudste kind uit het tweede huwelijk van haar vader, Robert I van Parma (de laatste soevereine hertog van Parma en Piacenza), en Maria Antonia van Bragança, de jongste dochter van de, na een burgeroorlog verdreven, koning Michaël I van Portugal. Haar vader had in zijn eerste huwelijk met prinses Maria Pia der beide Siciliën twaalf kinderen gekregen, van wie het merendeel jong was overleden of aan zwakzinnigheid leed. Dit werd mede verklaard door de nauwe bloedverwantschap tussen beide echtelieden. Maria Adelheid had haar namen te danken aan een - in die dagen - zeer populaire Maria-titel (Onze-Lieve-Vrouwe ter Sneeuw) en aan haar grootmoeder van moederszijde: Adelheid van Löwenstein-Wertheim-Rosenberg. Zij was een oudere zuster van de laatste keizerin-gemalin van Oostenrijk-Hongarije, Zita, en een tante van Carlos Hugo, de ex-echtgenoot van de Nederlandse prinses Irene van Lippe-Biesterfeld. De Bulgaarse tsarina Maria Louisa was een oudere halfzuster van haar. Haar jongere broer Felix van Bourbon-Parma trouwde met de Luxemburgse groothertogin Charlotte van Luxemburg en werd de grootvader van de huidige groothertog Hendrik. 
Zelf trad Maria Adelheid in bij de Benedictinessen van Solesmes. Hier nam ze de naam Maria Benedicta aan. Ze was moeder-overste van de kloostergemeenschap waar ze in 1959 overleed.